# Robert (drengenavn)
 For alternative betydninger, se Robert. (Se også artikler, som begynder med Robert)
Robert er et drengenavn, som har været båret af blandt andre:

## Ældre historiske navne
- vikingehøvdingen Rollo
- Robert I af Normandiet
- Robert II af Normandiet

## Nyere navne
- billedhuggeren Robert Jacobsen
- politikeren Robert F. Kennedy
- tegneren og humoristen Robert Storm Petersen
- skuespilleren Robert De Niro
- skuespilleren Robert Pattinson
- filminstruktøren Robert Bresson
- digteren Robert Frost